# V589 Андромеды
V589 Андромеды (лат. V589 Andromedae) — одиночная переменная звезда в созвездии Андромеды на расстоянии (вычисленном из значения параллакса) приблизительно 14199 световых лет (около 4354 парсеков) от Солнца. Видимая звёздная величина звезды — от +12,12m до +11,66m.

## Характеристики
V589 Андромеды — оранжевая пульсирующая полуправильная переменная звезда (SR). Эффективная температура — около 4017 K.